# 薩爾達傳說 時之笛
《薩爾達傳說 時之笛》（中国大陆官方译为）是一款任天堂64的動作冒險電視遊戲作品，由任天堂情報開發本部負責開發，為任天堂64主機上第一款《薩爾達傳說》系列作品，同時也是該系列第一個3D化作品。出色的遊戲設計、豐富的解謎元素，加上優秀的3D遊戲畫面和背景音效，令本作成為日本權威遊戲雜誌《Fami通》史上第一款獲評滿分（40分）的遊戲。
此作本來計劃在任天堂64DD平台上推出，但由於任天堂64DD的失敗，使得此作最終以任天堂64的256 Mb（32 MB）卡帶形式推出。1998年11月21日於日本開售，兩天後（11月23日）於北美開售，而歐洲開售日期為同年12月11日。此後曾被重新收錄於《薩爾達傳說 時之笛GC》及《薩爾達傳說合輯》兩片遊戲光碟內，在GameCube上推出；亦曾於2003年在神遊機及2007年在Wii的線上遊戲商店Virtual Console中重新推出。而在2011年6月7日《時之笛》在掌機任天堂3DS上再度推出，此版本的最大特點在於完全3D化的畫面，同時畫面的精緻程度也大幅提升。
以發售時間來說，《薩爾達傳說 時之笛》是《薩爾達傳說》系列中的第五個作品，但其遊戲世界年代卻設定為早於前四個作品之前。玩家控制的是系列一貫的主角林克，在名為「海拉魯」的世界中阻止魔王加儂多夫奪取能實現持有者願望的聖物「聖三角」。林克會穿梭過去和未來，進入不同的洞穴冒險，喚醒擁有神聖能力的賢者，集合他們的力量來封印加儂多夫。而點題的道具陶笛在遊戲中起着關鍵的作用：隨著遊戲進行，玩家將學會不同的旋律，在往後某些場合必須要以陶笛奏出特定旋律，遊戲才能繼續下去。例如，要在時之門前吹奏時之歌才能獲得大師之劍。
《薩爾達傳說 時之笛》得到了遊戲界廣泛好評，在銷量上亦獲得空前成功。此作在日本新媒體動漫藝術節的互動藝術部門中獲得大獎，又在第二屆年度互動成就獎中獲得六項殊榮。雖然於1998年11月才推出，但仍是當年最暢銷的遊戲，至今已賣出超過760萬套。很多評論讚揚《時之笛》是歷來最佳的電視遊戲，但亦有小部分評論批評本作過分著重洞穴冒險的部分及缺乏令人重玩的吸引力。

## 遊戲元素

林克可做出位於畫面右上角的情境敏感式按鈕所對映的動作。由左數來，綠底小劍鈕代表林克的抽劍攻擊，藍鈕則還劍入鞘，而黃鈕則用來控制次要武器

當玩者啟用Z-瞄準時，畫面視角會切換到類似電影的16:9寬銀幕模式，敵人頭上會標出小箭頭表示為林克所瞄準

《薩爾達傳說 時之笛》是結合了角色扮演與解謎元素的動作冒險遊戲。玩家以第三身視點在三維遊戲世界中控制主角林克的移動。林克的主要武器是劍和盾，他亦精通投擲類武器、炸彈和魔法咒語。遊戲採用「情境敏感式使用者介面」（Context sensitive user interface）簡化操控，遊戲中同一按鍵的效果會隨著不同情況而自動轉變。例如握劍的時候按動作鍵，林克就會揮劍；但如果林克拿著炸彈時按動作鍵，那麼就會變成扔炸彈。另一個例子是當林克站在箱子前，如果不按方向鍵而按動作鍵，林克就會推箱子；如果同時按着上方向鍵和動作鍵，林克就會爬上箱子去。畫面會顯示當前按鍵的效果，並隨著主角進行不同動作而有所改變。另外，遊戲中又設有一個名為「Z-瞄準」（Z-注目，在GameCube版本上則稱為「L-瞄準」）的瞄準系統。使用Z瞄準時，林克的焦點就會鎖定在敵人或其他物件上，遊戲畫面將跟隨目標移動，而林克則會一直面向目標，向目標揮劍或使用投擲類武器（如炸彈、彈弓等）的話就會變成自動瞄準。
遊戲大部分時間都花在戰鬥上，但亦有部分情節要求玩家秘密潛入某些場所。林克可在遊戲世界中的洞穴、市鎮和其他地方找到不同的道具和武器，部分能讓林克學會新的能力。但在《薩爾達傳說 時之笛》中並非所有道具和武器都是必須的。遊戲中有數個分支任務，玩家可自由選擇完成或略過不理。假如完成這些分支任務，通常都會獲得武器、能力或者「盧比」（ルピー，海拉魯世界中的貨幣）作為回報。在其中一個任務中，林克要跟遊戲中的非玩家角色交換一些用不著的道具，經過多次的交換，林克最終會得到一把需要雙手持劍而攻擊力高的「大鼓隆劍」。另一個任務的回報是一匹名叫「伊波娜」（エポナ）的馬，騎著牠可提高行走速度，但在馬上的攻擊手段就限制於射箭。以上兩者在遊戲中都不是必須的道具。
遊戲開始不久，林克會獲得一支陶笛。隨著遊戲進行，林克將陸續學會12首旋律。在某些機關位置或傳送點前以陶笛吹奏正確的旋律，就可以啟動機關或者回到一些以前到過的場所。陶笛稍後會換成時之笛，時之笛的使用方法跟之前的陶笛無異，但林克必須持有時之笛，才可以於時之神殿中取得重要武器「大師之劍」。當幼年林克拔出大師之劍時，時間將會快轉至7年後，而幼年林克亦會變為成年林克。幼年林克跟成年林克擁有不同的能力，可以使用的武器和道具亦有所不同。例如，只有成年林克才可以使用大師之劍和另一武器「妖精之弓」，相反，某些狹小的通道就只有幼年林克才可以通過。當遊戲進行到完成森之神殿後，林克就可以隨時於時之神殿拔出或放回大師之劍，穿梭於過去和將來。

## 遊戲劇情
《薩爾達傳說 時之笛》的故事發生於《薩爾達傳說》系列前四個作品之前。跟大部分《薩爾達傳說》系列一樣，本作的遊戲世界是一個名為海拉魯（ハイラル）的虛構王國。海拉魯平原是這個王國的樞紐，接通了海拉魯城和周邊的市鎮與其他多樣的地形。這個世界裡住了不同種類的人種：長有尖耳朵的海利亞人（ハイリア人）、住在火山洞穴的鼓隆族（ゴロン族）、半魚人卓拉族（ゾーラ族）、居於森林的科奇里族（コキリ族）和強盜格魯德族（ゲルド族）等。
遊戲開始於主角林克（リンク）的惡夢，夢中他看見一個男人騎著馬，在雷電交加的晚上追擊另一匹馬上的薩爾達公主。突然，妖精娜薇（ナビィ）把林克由惡夢之中喚醒，並帶他到村落的守護神「德庫樹長老」面前。德庫樹長老受到詛咒，奄奄一息，林克進入樹的內部殺退敵人、解除了詛咒，但始終阻止不了大德庫樹枯萎。德庫樹長老臨終前告訴林克是一個來自沙漠的邪惡之輩詛咒他，那個人還打算控制整個海拉魯，林克必須要阻止他。德庫樹長老最後把精靈石「科奇里翡翠」交予林克，著他到海拉魯城堡找薩爾達公主。
來到海拉魯城，林克跟薩爾達公主見面。原來薩爾達公主同樣經常做有關海拉魯未來的不祥之夢，也早料到林克會來找她。她相信是格魯德強盜之王加儂多夫想奪走在聖地內的聖物「三角神力」，因為擁有三角神力的人就可以得到神一般的力量。薩爾達公主要林克去找三顆精靈石（其中一顆科奇里翡翠已在他手上），這樣他才可以進入聖地，趕在加儂多夫之前拿到三角神力。林克首先到鼓隆城跟鼓隆族族長達魯尼亞見面。林克幫助鼓隆族打敗洞穴裡的敵人首領後，族長為表謝意就把火焰精靈石「鼓隆紅寶石」送給林克。之後，林克又到了卓拉部落，將卓拉族的公主露朵（ルト）由卓拉族的神聖鯨魚加卜加卜（ジャブジャブ様）的肚裡救出，露朵便把「卓拉藍寶石」送給林克作為謝禮。
林克回到海拉魯爾城後，目睹他惡夢中的一幕——奶媽英帕帶著薩爾達公主逃跑，加儂多夫騎馬壞笑，在後面追逐。薩爾達公主看見林克，便把隨身的時之笛（時のオカリナ）拋進護城河，並以心靈感應教林克吹奏「時之歌」。加儂多夫離開後，林克拾起了時之笛，吹奏時之歌，並拿出三顆精靈石，打開了通往聖地的大門。進入聖地後，林克把能夠打倒邪惡的「大師之劍」（マスターソード）由劍座拔出。此時加儂多夫突然在林克身前出現，原來他跟蹤林克進入聖地，並把三角神力奪去。
林克醒來就是七年之後，他也成為青年。在那裡他遇見保護三角神力的七賢者之一，光之賢者若如（ラウル），若如說林克的精神被封印了七年，好讓他長大有能力揮舞大師之劍，並擊倒加儂多夫。他又說，只要七賢者集合，就可以把加儂多夫囚禁在聖地；不過加儂多夫把海拉魯城變成黑暗之城，所以其中五位賢者失去了自己身為賢者的記憶。林克回到海拉魯並遇到神秘人希克（シーク），他引領林克到五個神殿並打敗裡面的怪物，令神殿的力量可以喚醒失去記憶的五位賢者。
林克喚醒了五位賢者之後，希克也顯露她的真正身份——時之賢者薩爾達公主。她說由於加儂多夫心術不正，所以三角神力分裂成三塊，應驗了古代的預言。加儂多夫拿走了力量三角，其餘兩塊就由命運選定的兩個人得到：薩爾達公主得到了智慧三角，而林克就得到了勇氣三角。當薩爾達公主把可以擊倒加儂多夫的「光之箭」授予林克後，加儂多夫再次出現，把薩爾達公主困在魔法水晶內，帶到他的塔中囚禁。其餘六位賢者便把林克送到塔裡去。經過一番惡戰後林克擊倒了加儂多夫，救出薩爾達公主。他們逃出正在崩坍的海拉魯城堡，林克卻突然被火圈困住，必須再跟加儂多夫決戰。加儂多夫以力量三角的神力，變身為野豬形態的怪物加儂。經過另一輪戰鬥，加儂多夫已是強弩之末，在火圈外的薩爾達公主以力量暫時令加儂多夫不得動彈，林克立即舉起大師之劍擊倒加儂多夫。七賢者隨即把他封印在魔域之中，但仍持有力量三角的加儂多夫大喊會向他們的後代報仇。最後，薩爾達公主用時之笛把林克送返他的童年。遊戲以林克和薩爾達公主在城堡的花園中對望作結。之後是《魔吉拉的面具》的冒險。

## 開發
《薩爾達傳說 時之笛》的技術展示版本率先見於1995年12月舉行的任天堂Space World Show，當時任天堂情報開發本部同時開發此作品與《超級瑪利歐64》，這兩款作品分別為瑪利歐系列與薩爾達傳說系列中的第一款3D作品。任天堂本來計劃將《超級瑪利歐64》作为任天堂64主機的首发游戏，稍後再在其周邊磁碟機任天堂64DD上推出《薩爾達傳說 時之笛》，但最終任天堂決定以卡帶形式推出《薩爾達傳說 時之笛》，稍後再推出任天堂64DD擴充版本。《薩爾達傳說 時之笛》的容量高達32 MB，是當時任天堂所製作的遊戲中容量最大的，比《超級瑪利歐64》要大上四倍。
《薩爾達傳說 時之笛》中的不同部分由多位監督分別負責，這是當時任天堂情報開發部門的新策略。時任《超級瑪利歐64》首席監督的著名遊戲製作人宮本茂，同時也是《薩爾達傳說 時之笛》的製作人之一，由他帶領幾位負責開發的監督。後來由於製作進度落後於預期，宮本茂加入了開發陣營並為製作提供更多方向。雖然開發小組對3D遊戲並不熟識，但助理監督宮永真回憶時說，當時小組有一份熱情，「想要創造一些新穎、從未有過的東西」。宮本茂起初計劃把《薩爾達傳說 時之笛》製作成一個第一身視點遊戲，好讓玩家更容易接受海拉鲁平原的廣闊地形，也讓開發小組可以專注於敵人和環境的開發。但當遊戲故事有了幼年林克這個形象之後，宮本茂和開發小組都認為必須讓林克出現於遊戲畫面。開發小組共有超過120位成員，當中包括協助捕捉林克的戰鬥和動作的特技員。因為製作時間緊迫，宮本茂某些本來打算用於《薩爾達傳說》新作的意念，結果用於率先推出的《超級瑪利歐64》裡去，其他的新意念更是沒有被付諸實行。
《薩爾達傳說 時之笛》和《超級瑪利歐64》本來以同一個遊戲引擎來製作，但由於製作《薩爾達傳說 時之笛》時遊戲引擎被修改得太多，故此宮本茂認為兩款遊戲是以完全不同的遊戲引擎來製作。其中一個主要分別在於兩者的鏡頭控制，《超級瑪利歐64》的玩家可以對鏡頭作出更多控制，但《薩爾達傳說 時之笛》的鏡頭卻主要由遊戲的人工智能控制。宮本茂說《超級瑪利歐64》的鏡頭著重於主角瑪利歐，而《薩爾達傳說 時之笛》的鏡頭則著重於遊戲世界。他想製作出一款具有電影感、卻又不同於電影的《薩爾達傳說》遊戲。為遊戲製作過場動畫的河越 巧說，他的首要任務是讓玩家有控制角色動作的實感，為此，《薩爾達傳說 時之笛》裡的過場動畫全都以實時運算的形式製作，而不用預先錄製或全動態動畫。
預購《薩爾達傳說 時之笛》的顧客將會得到遊戲的限定版本，包裝盒上貼上金色塑膠卡牌，上面註明「收藏者版本」。裡面的遊戲卡帶也是金色的，這是自第一代《薩爾達傳說》（紅白機）就開始的傳統。預購反應非常熱烈，有遊戲零售商甚至於遊戲正式推出前的20天（即1998年11月3日）就截止接受預購。
後期發售的版本有少量的修改，例如將火之神殿背景音樂中的穆斯林吟唱部分去掉，又把蓋儂道夫的血由紅色改為綠色等。

### 聲效與音樂
《薩爾達傳說 時之笛》的音樂由近藤浩治負責作曲，他由薩爾達傳說系列首作起就負責該系列的音樂創作。遊戲中，除了個別角色擁有自己的音樂主題外，海拉鲁內不同地方亦以不同風格的樂曲作引調。這是主导动机的反面運用———音樂主題並不是用來呈現角色的出現，而是呈現角色到達了某個場所。在遊戲中部分地點的主題音樂，其實就是林克所學到的、吹奏就會到達那地方的陶笛歌曲的變奏版本。
《薩爾達傳說 時之笛》的音樂除了營造場所的背景氣氛之外，更是進行遊戲的重要組成部分。此作更被認為是「第一個以音樂演奏作為遊戲主線的非舞蹈類當代遊戲」（"first contemporary nondance title to feature music-making as part of its gameplay"）。任天堂64的控制器按鈕排列方式與陶笛上的按孔位置大致相若，因此玩家可以模仿陶笛的手法在遊戲中「吹奏」旋律。玩家必須學會好幾首樂曲以完成遊戲。遊戲中的樂曲主要由五個音（對應控制器上的五個按鈕）組成，用控制器上的類比搖桿可達致變調的效果。近藤浩治認為以有限的音域創作不同的主題音樂是最大的考驗，但最後得出的結果卻很自然。由於《薩爾達傳說 時之笛》大受歡迎，使得該段期間的陶笛銷量也有上升。
《薩爾達傳說 時之笛》的原聲大碟由波麗佳音製作，於1998年12月18日在日本推出，共載有82首曲目。很多評論都對遊戲音樂讚譽有加，但著名遊戲網站IGN對《薩爾達傳說》系列的傳統主題音樂未使用於此作表示失望。2001年，另一遊戲網站GameSpot將《薩爾達傳說 時之笛》的原聲大碟列為十大最佳電視遊戲原聲大碟之一。

## 再版
《薩爾達傳說 時之笛》在任天堂GameCube上以《薩爾達傳說合輯》的形式重新推出。《薩爾達傳說合輯》在歐洲、北美及澳洲以GameCube同綑作品的形式出現，或是作為登記遊戲硬件或軟件、訂閱官方雜誌或加入官方組織的贈品。《薩爾達傳說合輯》中包含了《薩爾達傳說》、《林克的冒險》、《薩爾達傳說 時之笛》、《薩爾達傳說 魔吉拉的面具》四個作品及《薩爾達傳說 風之律動》的試玩版本以及《薩爾達傳說》的系列回顧。其中《薩爾達傳說 時之笛》以640×480的解像度顯示（任天堂64原版只有320×240的解像度）並支援逐行掃描。Gamecube版《薩爾達傳說 時之笛GC》也作為預購《薩爾達傳說 風之律動》的贈品推出，其中收錄了《時之笛 裏》。
2007年2月23日，歐洲和澳洲的玩家可在Wii的Virtual Console以1,000個Wii積分（Wii Points）購買並下載《薩爾達傳說 時之笛》遊戲，而北美和日本的玩家分別可於2月26日和2月27日經同樣途徑購買。這個下載版本是任天堂64版本的直接複製，但不支援控制器振動。但如果直接將GameCube合輯版本遊戲光碟放入Wii主機遊玩，就可以支援控制器振動。另一款Wii遊戲《任天堂明星大亂鬥X》中亦隱含了《薩爾達傳說 時之笛》的五分鐘試玩版，但需以遊戲中的積分解鎖。

### 薩爾達傳說 時之笛 3D
《薩爾達傳說 時之笛3D》作为庆祝薩爾達傳說系列诞生25周年系列活动的第一波主打于2011年6月16日率先在日本登陆任天堂3DS平台。三天后，游戏在北美地区发售。本次登陆到3DS平台，《薩爾達傳說 時之笛3D》不仅为游戏按照硬件特点增加了触摸操作以及裸眼立体显示，而且完全将游戏贴图重新绘制并附带了《薩爾達傳說 時之笛 裏》的重制版。
本作于2012年10月27日发售了官方繁体中文版，这也是塞尔达传说系列历史上首次进行繁体中文化。而且本次的繁体中文版不仅包含了繁体中文的剧本，当将游戏卡带插入进中国大陆版的行货iQue 3DS XL时，游戏的剧本不仅会自动更改为简体中文，而且文字的编译也与繁体中文版存在差异，以方便中国玩家的游戏。

## 時之笛 裏
《薩爾達傳說 時之笛 裏》本是《薩爾達傳說 時之笛》在任天堂64DD上的伸延作品，故此以「裏」（意即「反面」）命名。後來變成日本及北美預購《薩爾達傳說 風之律動》的贈品以及在沃爾瑪發售的特別版GameCube的同綑作品。在歐洲和澳洲，《薩爾達傳說 時之笛 裏》同樣是作為首批發售的《薩爾達傳說 風之律動》的贈品推出。另外，此作在歐洲亦曾在任天堂的網站上以特別發售的形式推出了一段短時間。Gamecube版《薩爾達傳說 時之笛GC》套裝包含一片光碟，裡面載有任天堂64的原作版本遊戲、《薩爾達傳說 時之笛 裏》版本遊戲以及其餘六片GameCube遊戲的試玩版，包括《薩爾達傳說 風之律動》試玩版本及Game Boy Advance移植版本的《塞尔达传说 众神的三角力量》影像示範。《薩爾達傳說 時之笛 裏》的遊戲引擎和故事劇情跟《薩爾達傳說 時之笛》一模一樣，只是對神殿關卡作重新設計或修改。

## 評價
| 汇总媒体     | 得分                                       |
| ------------ | ------------------------------------------ |
| GameRankings | 97.6%（31個評論） NGC：89.7%（24個評論）   |
| Metacritic   | 99/100（22個評論） NGC：91/100（10個評論） |

| 媒体         | 得分                                                   |
| ------------ | ------------------------------------------------------ |
| AllGame      | [ 62 ]                                                 |
| Edge         | 10（10分滿分）                                         |
| 电子游戏月刊 | 10（10分滿分）                                         |
| GameSpot     | 10（10分滿分） VC：8.9（10分滿分）                     |
| IGN          | 10（10分滿分） NGC：9（10分滿分） 3DS：9.5（10分滿分） |
| 任天堂力量   | 9.5（10分滿分）                                        |
| Fami通       | 40 (40分滿分)                                          |

《薩爾達傳說 時之笛》既獲得大量讚賞，銷量亦十分可觀。由發售日起到1998年底的僅僅39天裡，本作就已賣出250萬套，足以成為當年的電視遊戲銷量冠軍；發行至今全球共賣出760萬套。《薩爾達傳說 時之笛》的任天堂64版本推出時，就已獲得《Fami通》、《Edge》、《電子遊戲月刊》、GameSpot及IGN等眾多遊戲雜誌和網站的滿分榮譽。評論對遊戲的各方面都有十分正面的評價，尤其讚賞其難易度設計、遊戲系統和音響效果等。遊戲網站GameSpot一位評論家說《薩爾達傳說 時之笛》是「一款不能不稱為『完美無瑕』的遊戲」，而網站IGN則形容此作為「互動娛樂的新基準」，能夠「塑造出往後的動作角色扮演遊戲類遊戲的模式」。此後，《薩爾達傳說 時之笛》也多次被遊戲雜誌和網站列為「最佳」或「最有影響力」的遊戲之一，例如《電子遊戲月刊》、IGN、Nintendo Power及《Edge》等。GameTrailers的編輯在2007年2月刊出的「歷來最佳和最差的十款遊戲」中，將《薩爾達傳說 時之笛》列入歷來十佳遊戲之一。他們說遊戲中多項堪稱「業界標準」的設計，令此作品猶如一所「會走路的專利局」（"walking patent office"）。本作后被多家媒体评为「最伟大的游戏」玩家和业界普遍认为是「史上最佳游戏」
遊戲畫面方面，評論讚賞《薩爾達傳說 時之笛》畫面的深度和細緻度，但同時認為本作在畫面方面仍未完全發揮任天堂64的機能。Game Revolution評論認為人物面部是「3D人物設計最困難的挑戰」，但本作中的人物表情動作卻製作得「出奇優雅」。IGN認為《薩爾達傳說 時之笛》在畫面上比《超級瑪利歐64》更優勝、比例感更強，也對出色的視距（draw distance）和巨大的頭目角色表示讚許。但IGN同時也認為本作雖然用色和環境細緻度比同年推出的另一任天堂64作品《阿邦阿卡大冒險》優勝，其他畫面質素卻比不上後者。諸如幀率和紋理展現效果等方面，《薩爾達傳說 時之笛》都較《阿邦阿卡大冒險》遜色。其中海拉鲁城邑市集的畫面，更被IGN形容為「模糊不清」。
遊戲普遍被評為內容豐富，設有很多分支任務消磨玩家時間。IGN說玩家會對遊戲環境的細節和在設計過程中所投入的意念之多感到驚訝。《電子遊戲月刊》欣賞任天堂能夠將以往薩爾達傳說系列中以2D表現的元素「毫無瑕疵地以3D重新演繹」。操控方面，環境相關使用者介面亦被視為遊戲最強的元素之一，評論者認為這個系統讓玩家以較少的按鈕作出簡單的操控，但同時也偶爾導致一些不是玩家預期中的錯誤操控出現。雖然遊戲的鏡頭控制需要時間適應，但其方便程度被形容為使戰鬥變成「第二本能」（"second nature"）。另一方面，部分評論認為遊戲过分著重於各自隔絕的神殿或洞穴關卡，遊戲網站Thunderbolt Games的編輯就形容《薩爾達傳說 時之笛》是個「磨人心志又冗贅」、「沉悶地漫行於土牢」的遊戲。
《薩爾達傳說 時之笛》的聲效亦多獲讚許，IGN就將遊戲中近藤浩治的作品與著名美國極簡主義作曲家菲利普·格拉斯相提並論。評論認為遊戲應用立體聲和大量運用氛圍聲效，令玩家易於投入遊戲世界之中。部分評論者投訴遊戲使用了陳舊過時的音訊樣本，但也有相反意見認為這是「復古」之舉，值得欣賞。Game Revolution形容本作的聲效「於任天堂來說算得上好，但以更高層次來說並不算太好」，並認為卡帶介面使得遊戲不得不用上「質素平庸甚至差劣的MIDI制式音樂」。
獎項方面，《薩爾達傳說 時之笛》於1998年在日本新媒體動漫藝術節的互動藝術部門中獲得大獎，又在第二屆年度互動成就獎中獲得「年度最佳遊戲」、「互動設計卓越成就獎」、「軟體工程卓越成就獎」、「年度最佳家用機遊戲」、「年度最佳家用機冒險遊戲」及「年度最佳角色扮演遊戲」等六項殊榮，并在第二届BAFTA互动娱乐奖荣获了「年度创新游戏」、「年度计算机编程游戏」、「年度互动游戏」以及「年度最佳游戏」等四项殊荣。
相比之下，本作的續作就顯得失色很多。《薩爾達傳說 時之笛 裏》版本和在Wii Virtual Console中重新推出時，均被評為畫面及聲音質素過時。IGN給予原作《薩爾達傳說 時之笛》10分滿分，但只給《薩爾達傳說 時之笛 裏》9分。RPGamer編輯扎卡里·劉易斯在他的撰文中給予《薩爾達傳說 時之笛 裏》2分的低分（5分為滿分），他說「雖然遊戲曾經擁有優良的選單介面、戰鬥系統、解謎元素和鮮明的地域分野設計，但不幸地，遊戲以今天的標準來說是每況愈下。由於遊戲令人氣餒的本質，使得重玩本作的機會微乎其微」。GameSpot給予Virtual Console版本8.9分（10分滿分），並認為遊戲缺乏吸引的賣點，並移除了支援控制器振動等遊戲功能。縱然如此，前GameSpot總編輯傑夫·格斯特曼仍然認為「即使在推出九年後，《薩爾達傳說 時之笛》依然出奇地有趣，給玩家一個漫長而且很多時候令人驚喜的冒險」。

## 續作

### 薩爾達傳說 魔吉拉的面具
《薩爾達傳說 魔吉拉的面具》於2000年在任天堂64上推出，是《薩爾達傳說 時之笛》的續作，兩者使用相同的遊戲引擎。不同的是執行前者時需要插入任天堂64的擴充組件Expansion Pak，以提供額外4MB的隨機存取記憶體（RAM）。《薩爾達傳說 魔吉拉的面具》以林克尋找小妖精為序幕，小妖精在《薩爾達傳說 時之笛》故事結尾時離開了。林克為了要找到她而離開海拉鲁，到達一個名為Termina的地方。

### 薩爾達傳說 風之律動
《薩爾達傳說 風之律動》於2003年在任天堂GameCube上推出，故事發生在一個沿海的國度，而林克在《薩爾達傳說 時之笛》中的故事在此作中已成為一個流傳的傳說。

## 外部連結
- （英文）遊戲官方網站 （页面存档备份，存于）
- （日語）遊戲官方網站 （页面存档备份，存于）
- （日語）薩爾達傳說 時之笛3D 官方網頁 （页面存档备份，存于）
- （英文）任天堂的薩爾達傳說世界觀：《時之笛》
- （日語）Shigesato Itoi's website （页面存档备份，存于） — 製作團隊提供的資料